# Шугар-Гроув Тауншип (округ Воррен, Пенсільванія)
Шугар-Гроув Тауншип (англ. Sugar Grove Township) — селище (англ. township) в США, в окрузі Воррен штату Пенсільванія. Населення — 1609 осіб (2020).

## Демографія
Згідно з переписом 2010 року, у селищі мешкали 1723 особи в 654 домогосподарствах у складі 449 родин. Було 714 помешкання
Расовий склад населення:
| - 98,0 % — білих - 0,8 % — азіатів - 0,2 % — корінних американців |

До двох чи більше рас належало 1,0 %. Частка іспаномовних становила 0,5 % від усіх жителів.
За віковим діапазоном населення розподілялося таким чином: 25,8 % — особи молодші 18 років, 61,3 % — особи у віці 18—64 років, 12,9 % — особи у віці 65 років та старші. Медіана віку мешканця становила 40,0 року. На 100 осіб жіночої статі у селищі припадало 112,2 чоловіків;  на 100 жінок у віці від 18 років та старших — 109,9 чоловіків також старших 18 років.
Середній дохід на одне домашнє господарство  становив 58 416 доларів США (медіана — 44 167), а середній дохід на одну сім'ю — 68 977 доларів (медіана — 52 250). Медіана доходів становила 35 000 доларів для чоловіків та 28 229 доларів для жінок. За межею бідності перебувало 16,0 % осіб, у тому числі 35,0 % дітей у віці до 18 років та 8,3 % осіб у віці 65 років та старших.
Цивільне працевлаштоване населення становило 807 осіб. Основні галузі зайнятості: виробництво — 20,4 %, освіта, охорона здоров'я та соціальна допомога — 19,1 %, роздрібна торгівля — 14,4 %, сільське господарство, лісництво, риболовля — 11,8 %.